# Mwaka Kogwa
Le Mwaka Kogwa est un festival qui se tient chaque été pendant le mois de juillet sur l'ile de Zanzibar pour célébrer l'arrivée d'une nouvelle année.

## Description
Le festival tire ses origines des traditions Shirazi et il est organisé pour célébrer l'arrivée d'une nouvelle année. Le terme Mwaka Kogwa veut dire "bain de l'année" et qui renvoie à la fois à l'idée de laver l'année qui est morte et révolue et à celle de baigner celle qui vient de naître.
Le but initial de ce festival était d'invoquer l'assistance et la protection des esprits afin d'assurer la prospérité de la nation et de ses citoyens. C'était une composante d'un ensemble plus large de cérémonies agraires. Seul le Mwaka kogwa, ou fête du Nouvel An, subsiste aujourd'hui.
Bien qu'il se tienne l'été pendant le mois de juillet, le festival est souvent décrit comme étant une célébration de la nouvelle année perse Norouz (qui se tient quant à elle durant le mois de mars). Cette confusion vient du fait qu'en Swahili on se réfère au nouvel an par "Nairuzi" qui est linguistiquement proche de Norouz.
Au programme du festival des rituels spécifiques destinés à porter chance à la nouvelle annéeː
- Bagarre avec des tiges de bananierː pour initier la fête, une bagarre ludique a lieu et tous les hommes, les enfants et les femmes du village se battent avec des tiges de bananier pour évacuer leur agressivité de l'année écoulée. La tradition veut aussi que si les gens ont une chance de se battre au début de l'année, ils évacueront leurs frustrations et vivront le reste de l'année en paix[4].

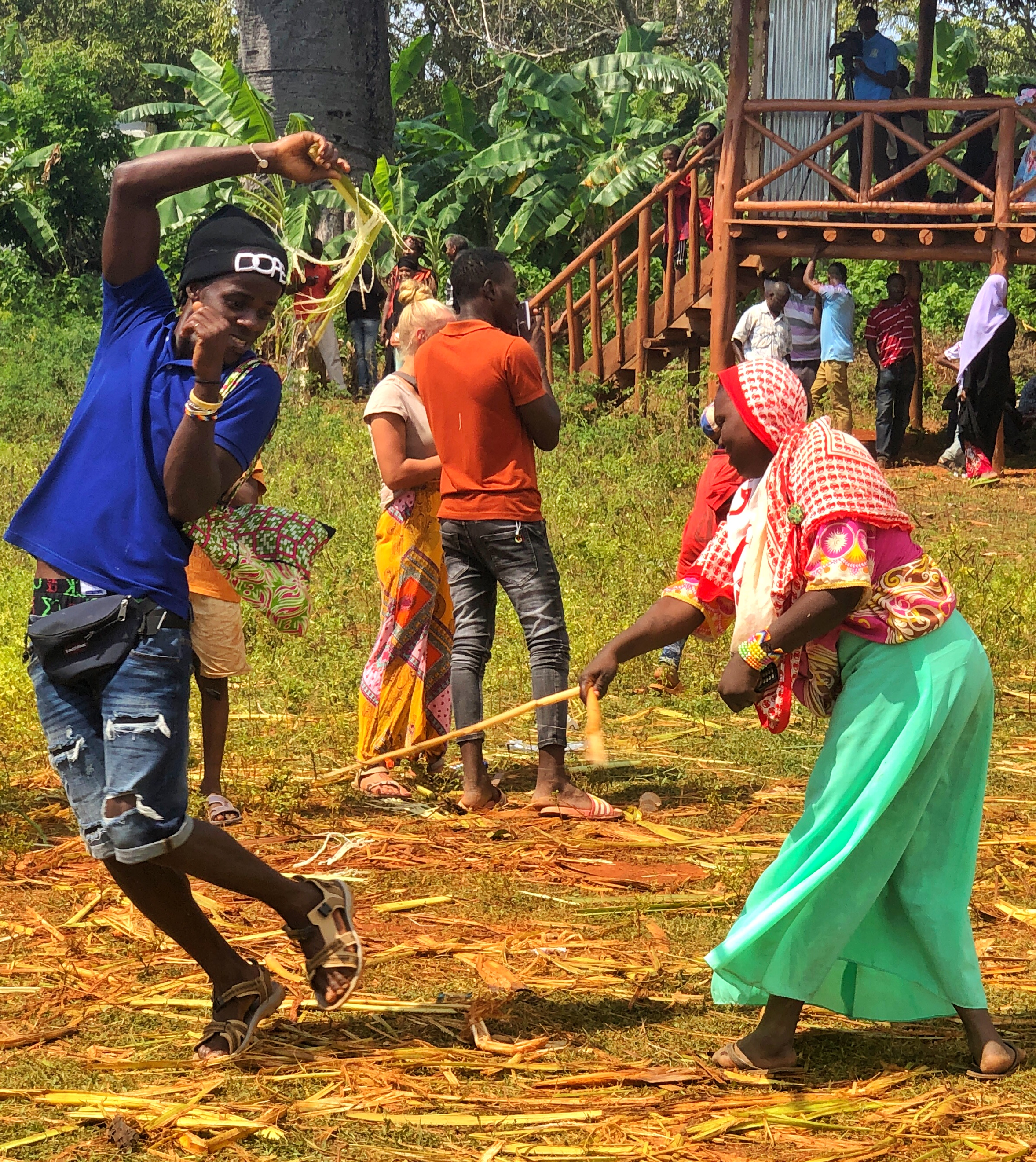
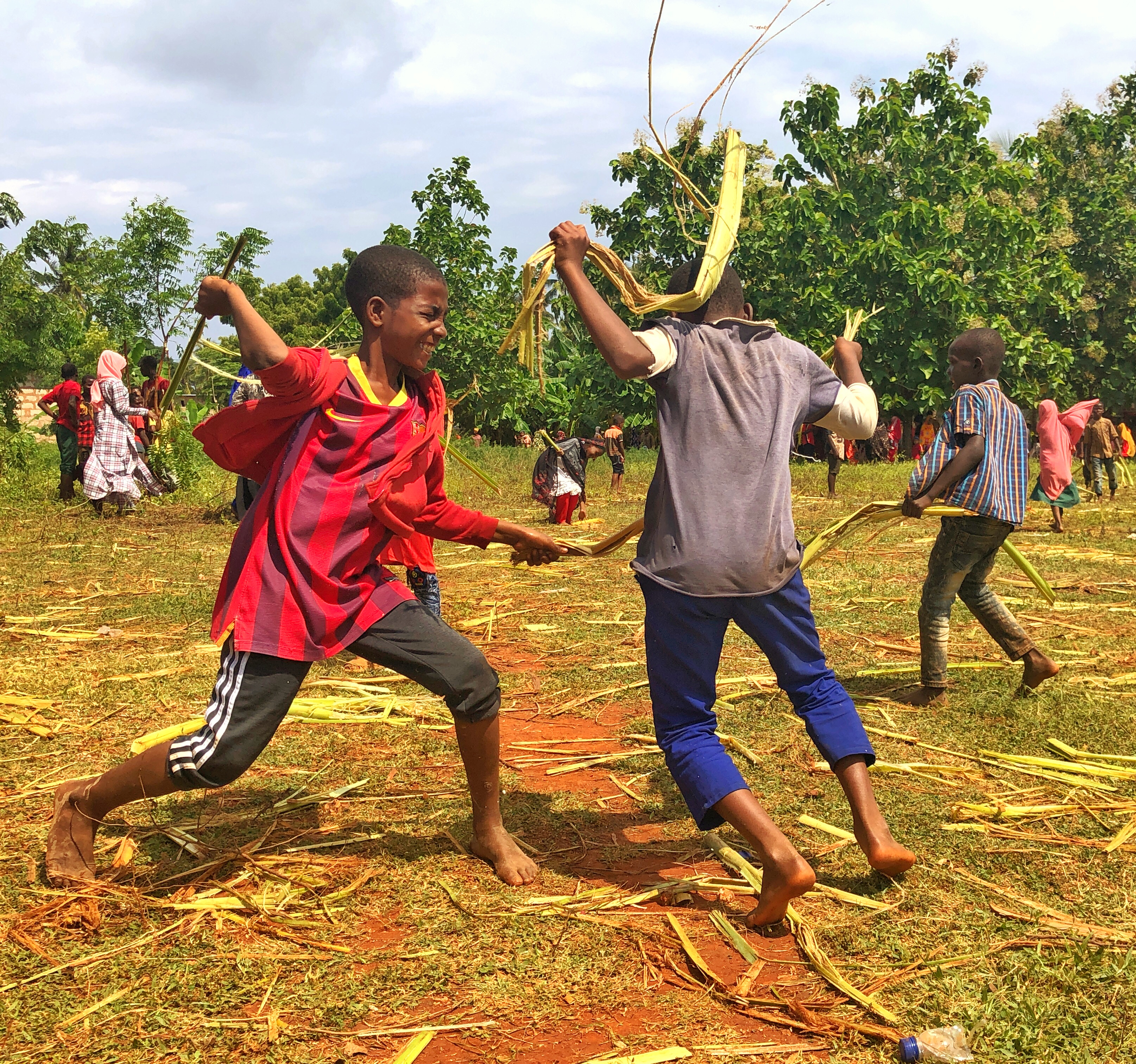
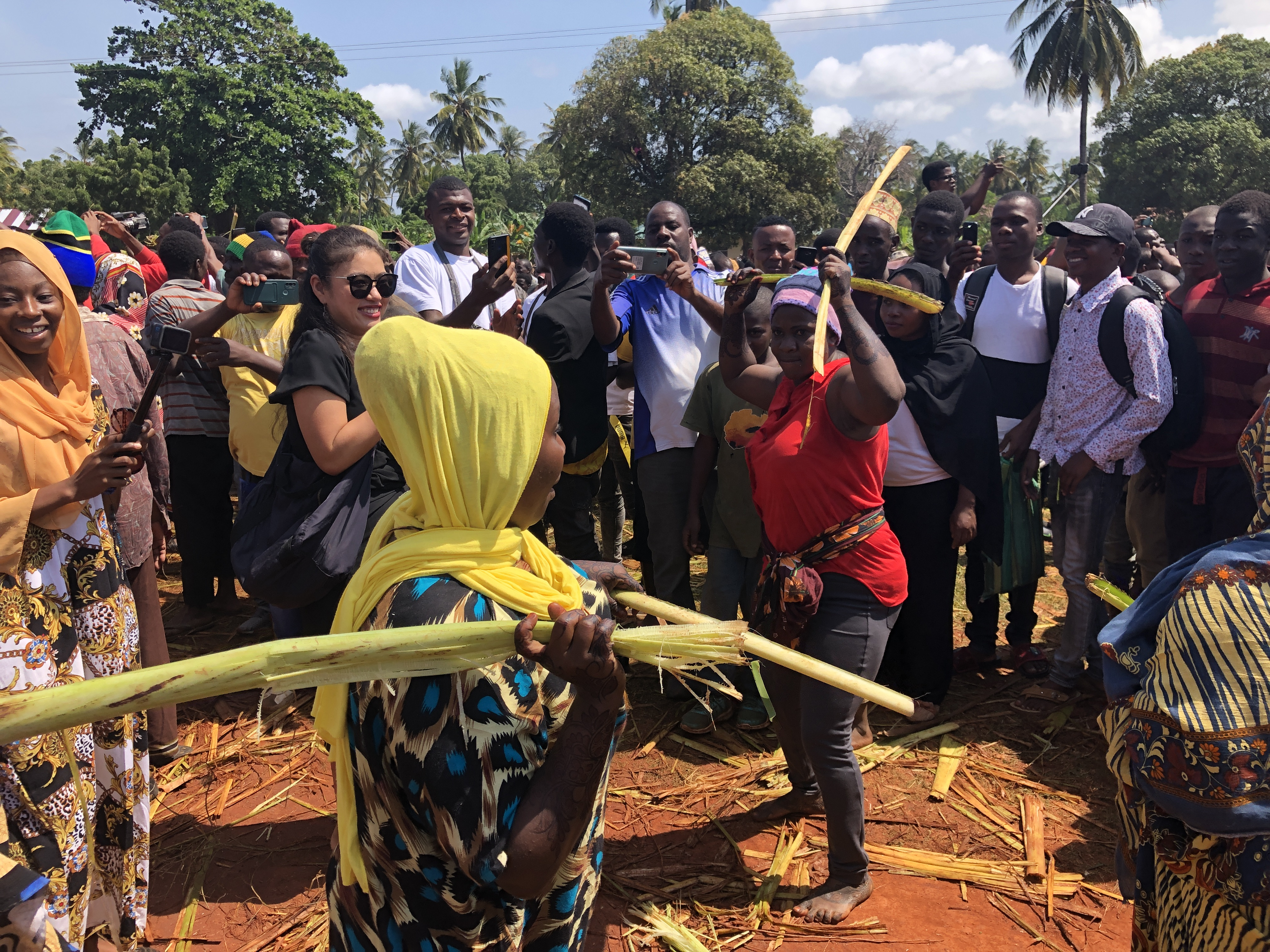
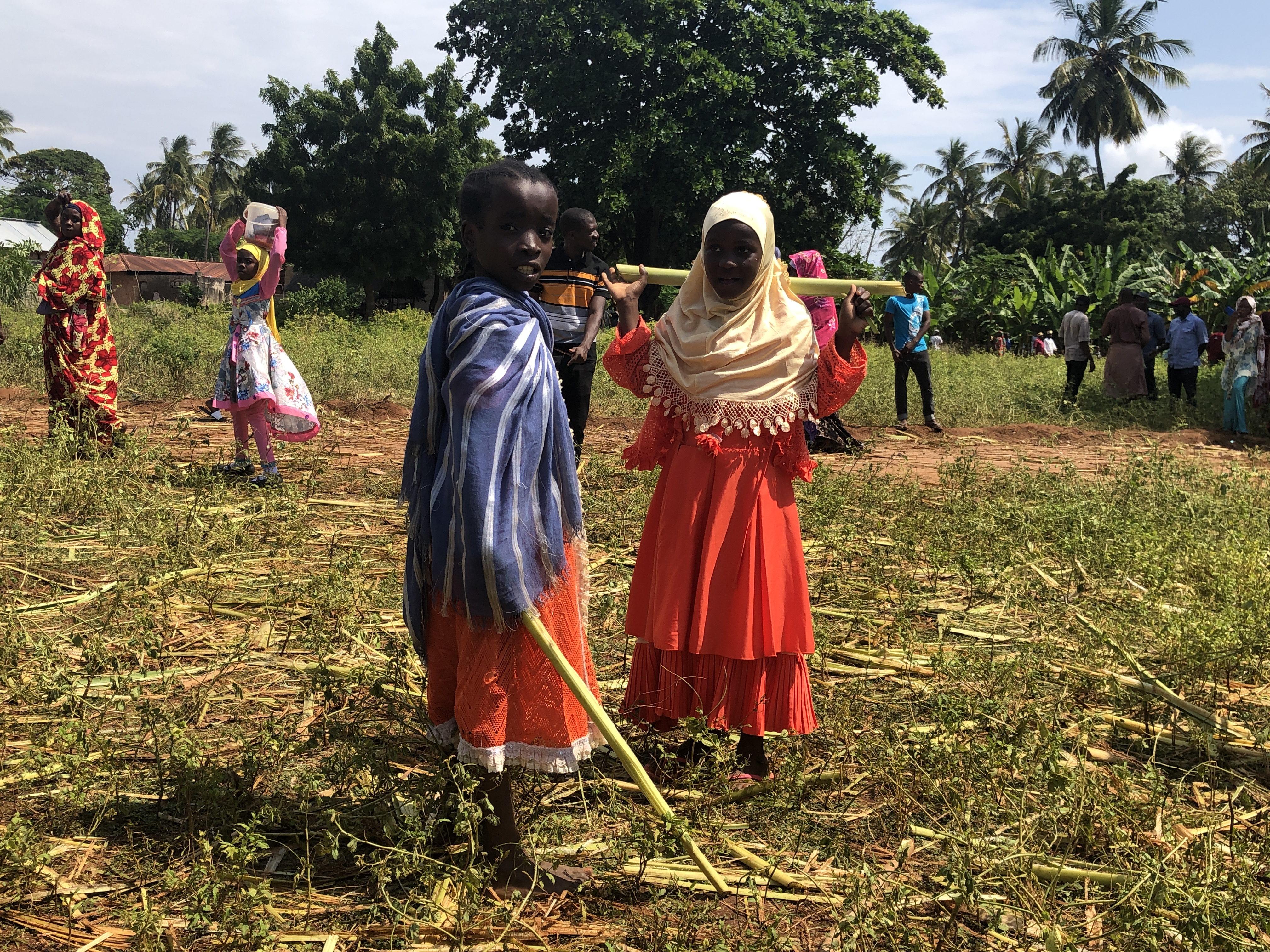

- Les chants et dansesː les femmes habillées de leurs meilleurs robes chantent des chansons sur la famille, l'amour et la félicité[5].

- Le mgangaː le mganga est le guerisseur local du village. Il allume le feu dans une petite hutte, puis en fonction de la direction prise par la fumée il lit un sort appelant le bonheur et la prosperité à tous les habitants du village pour la nouvelle année[3].

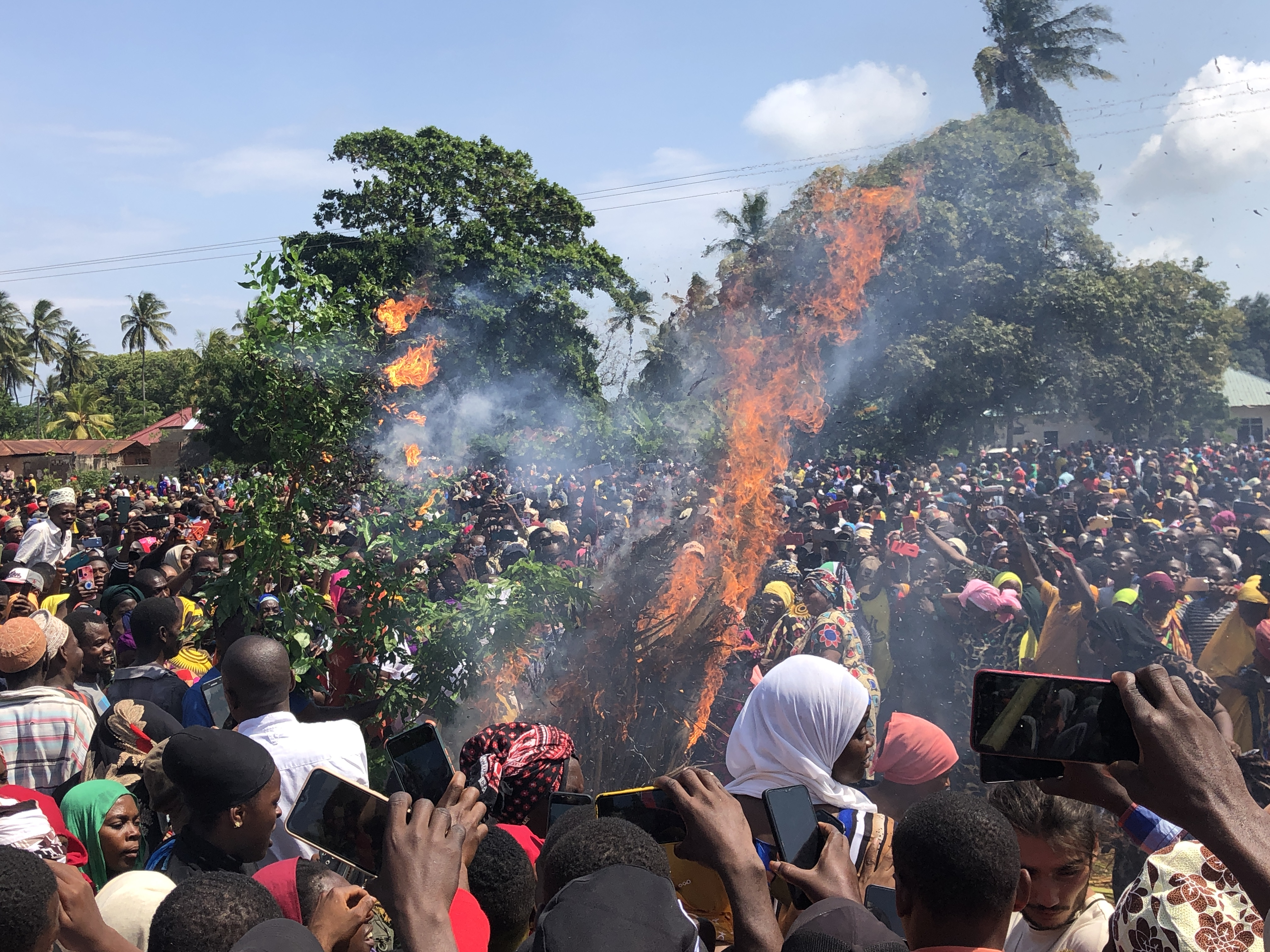

- Le festinː à la fin du festival, il y a une grande fête au cours de laquelle tous les invités sont accueillis et considérés comme un signe de bonheur et de prospérité. La tradition veut qu'un bon Mwaka Kogwa ne se fait pas sans invités[6].

## Lieu
Le festival a lieu dans divers villages de l’ile pendant le mois juillet, mais le plus célèbre se déroule dans le village de Makunduchi, au sud-est de Zanzibar.